# Emiliano Rodríguez (piłkarz)
Emiliano Rodríguez Rosales (ur. 16 lipca 2003 w Montevideo) – urugwajski piłkarz występujący na pozycji napastnika, od 2025 roku zawodnik kolumbijskiego Deportivo Cali.
Jego brat bliźniak Luciano Rodríguez również jest piłkarzem.